# 세리오강
세리오강(Serio, 롬바르디아어: Sère)은 이탈리아 롬바르디아주의 베르가모도와 크레모나도를 가로질러 흐르는 강이다. 길이는 124km이며, 크레마 남쪽 보카 디 세리오에 있는 아다강으로 흘러나간다.
그 계곡은 발 세리아나(Val Seriana)로 알려져 있다.